# 奥塔卡尔·亚内茨基
奥塔卡尔·亚内茨基（捷克語：Otakar Janecký，1960年12月26日—），捷克男子冰球运动员。他曾代表捷克斯洛伐克、捷克参加1992年和1994年冬季奥林匹克运动会冰球比赛，其中1992年冬季奥运会获得一枚铜牌。